# جاده ۶۳ (ایران)

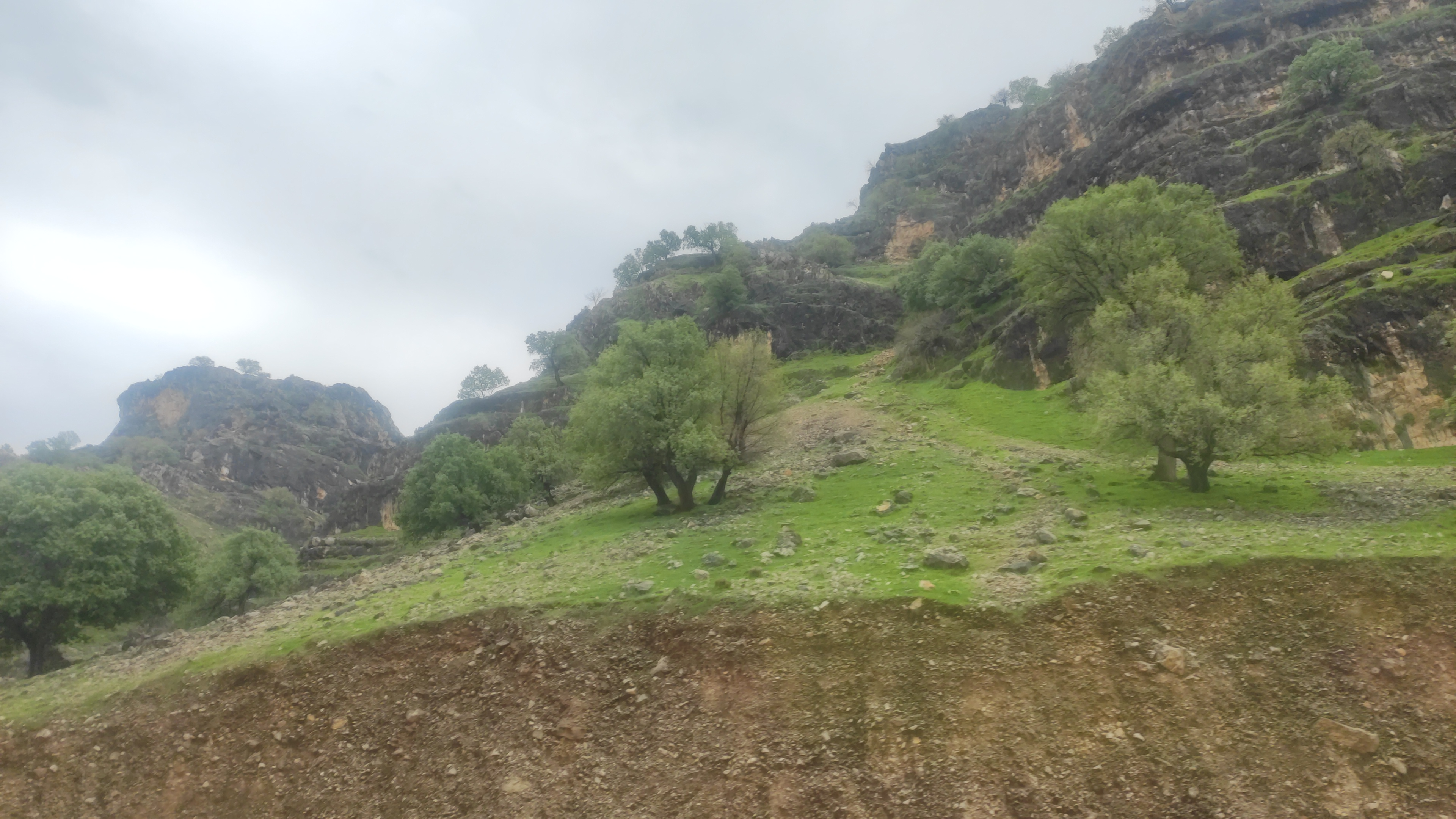
منطقه دشمن زیاری ، جاده پاتاوه به دهدشت

جاده ۶۳(جاده پاتاوه به دهدشت) جاده‌ای در مرکز ایران است که اصفهان را به بهبهان متصل می‌کند. از شهرضا تا سمیرم بزرگراه است.